# Sumbersuko (Wagir)
Sumbersuko is een bestuurslaag in het regentschap Malang van de provincie Oost-Java, Indonesië. Sumbersuko telt 6633 inwoners (volkstelling 2010).